# 黒船賞
黒船賞（くろふねしょう）は、高知県競馬組合が高知競馬場ダート1400mで施行する地方競馬の重賞競走（ダートグレード競走、JpnIII）である。農林水産省が賞を提供しているため、正式名称は農林水産大臣賞典 黒船賞と表記される。
競走名は土佐藩出身の坂本龍馬の運命を変えた黒船から由来している。
優勝馬馬主への副賞は農林水産大臣賞、高知県知事賞、日本中央競馬会理事長賞、日本馬主協会連合会長奨励賞、地方競馬全国協会理事長賞、全国公営競馬主催者協議会会長賞、日本地方競馬馬主振興協会会長賞、高知県馬主協会会長賞（2025年）。

## 概要
1998年に5歳（現4歳）以上の別定の中央・地方全国指定交流の重賞（統一GIII）競走、黒船賞として創設、第1回は現在と同じく高知競馬場のダート1400mで施行し、現在も同条件で行われている。
高知競馬場の唯一のダートグレード競走で、毎年盛大な盛り上がりを見せる事で知られ、春のダート短距離路線を占う競走として重要な役目を担っている。
同競走の総額賞金は2009年までは4350万円であり、高知競馬では破格とも言える賞金額であった。
資金難に喘いでいた同競馬場は同競走を実施をさせるために、企業への協賛金を募り開催を続けてきたが、2007年にはついに、ハルウララ効果で得た剰余金もほぼ底をつき、経営が逼迫している高知競馬はこの競走において、企業だけでなく一般のファンからも1000万円を目標に、同競走の開催及び同競馬場の維持のための支援金の募集を行い（通称：かいばおけ支援金）、その支援金をもとにレースを施行した。
2007年4月3日に、同年3月末をもって支援金の募集を終了したことを発表、そのとき同時に発表された支援金総額は約920万円であった。
ただその時にされた支援金集計の発表の時点では、まだ全て集めた金額の集計は終っておらず、その後に総額発表することになっていたが正式な集計結果の発表はされず、同競馬場ホームページの改編が行われた際、支援金に関するページは削除された。
その後の平日開催が予定されていた2008年は、経営逼迫を理由に同競走の休止を発表したが、その翌年（2009年）は祝日に開催された。その後2012年に1着賞金が2100万円まで減額されその額が2021年まで変わらなかったが、2022年・2023年と2年連続で増額され1着賞金が当初の3000万円に戻っている。

### 条件・賞金（2025年）
出走条件
サラブレッド系4歳以上。
- 地方所属馬は前年3月1日から本年3月9日の間に直近の所属後に1走以上しており、かつ当該期間内にダートの重賞競走で5着以上の成績を残している必要がある。

フルゲート12頭で、12頭に達しない場合は高知所属馬が繰り上がる。
以下の黒船賞選考競走の優勝馬に優先出走権が付与されている。
- 黒潮スプリンターズカップ - 4歳以上地方全国交流重賞競走・高知競馬場・ダート1300m
- 大高坂賞 - 4歳以上重賞競走、高知競馬場・ダート1400m
- だるま夕日賞 - 4歳以上重賞競走・高知競馬場・ダート1600m

負担重量
別定。56kg、牝馬は2kg減（南半球産4歳馬1kg減）を基本に、本年3月20日より過去のGI・JpnI優勝馬は3kg、GII・JpnII優勝馬は2kg、GIII・JpnIII優勝馬は1kg負担増となる（ただし2歳時の成績は対象外）。
賞金額
1着3000万円、2着1050万円、3着600万円、4着300万円、5着150万円、6着以下70万円。

## 歴史
- 1998年 - 5歳以上の馬による中央・地方全国指定交流競走（統一GIII）として創設、高知競馬場のダート1400mで施行。
- 2001年 - 馬齢表示の国際基準への変更に伴い、出走条件を「4歳以上」に変更。
- 2007年
  - 国際セリ名簿基準委員会（ICSC）の勧告にともない、重賞格付け表記をJpnIIIに変更。
  - 経営の逼迫による同競走の開催中止を回避及び、同競馬場運営続行の目的も合わせて、かいばおけ支援金の募集を行う。
- 2008年 - 高知競馬の業績不振および、以前からのダートグレード競走から撤退の案もあり、同年の開催が中止。中止された同競走の代わりに、2001年まで開催されていた黒潮スプリンターズカップが再度施行される。
- 2009年 - 同競走の再開および、JRA所属馬の出走枠が4頭から5頭に、高知所属馬の出走枠が4頭から3頭に、福山所属馬の出走枠1頭[注 3]、その他地方所属馬の出走枠4から3頭に、それぞれ変更される。
- 2010年 - 総額本賞金を減額および、地方所属馬7頭JRA所属馬5頭と出走枠が変更される。
- 2011年 - 東日本大震災の影響により中止[5]。
- 2020年 - 新型コロナウイルスの流行により客を入れずに「無観客競馬」として開催。

### 歴代優勝馬
全て高知競馬場ダート1400mで施行。
| 回数   | 施行日        | 優勝馬             | 性齢           | 所属           | タイム         | 優勝騎手       | 管理調教師     | 馬主                                       |
| ------ | ------------- | ------------------ | -------------- | -------------- | -------------- | -------------- | -------------- | ------------------------------------------ |
| 第1回  | 1998年3月24日 | リバーセキトバ     | 牡8            | 高知           | 1:29.1         | 北野真弘       | 浜田隆憲       | 岡林鐵山                                   |
| 第2回  | 1999年3月22日 | テセウスフリーゼ   | 牡7            | JRA            | 1:26.0         | 的場均         | 新関力         | 田口慶子                                   |
| 第3回  | 2000年3月21日 | ビーマイナカヤマ   | 牡6            | JRA            | 1:27.9         | 鹿戸雄一       | 高市圭二       | （有）中山牧場                             |
| 第4回  | 2001年3月20日 | ノボジャック       | 牡4            | JRA            | 1:28.1         | 武豊           | 森秀行         | （有）池ばた                               |
| 第5回  | 2002年3月18日 | サウスヴィグラス   | 牡6            | JRA            | 1:28.1         | 柴田善臣       | 高橋祥泰       | 南波壽                                     |
| 第6回  | 2003年3月21日 | ノボジャック       | 牡6            | JRA            | 1:27.5         | 蛯名正義       | 森秀行         | （有）池ばた                               |
| 第7回  | 2004年3月22日 | ディバインシルバー | 牡6            | JRA            | 1:26.4         | 安藤勝己       | 和田正道       | 櫻井正                                     |
| 第8回  | 2005年3月21日 | マイネルセレクト   | 牡6            | JRA            | 1:28.4         | 武豊           | 中村均         | （株）サラブレッドクラブ・ラフィアン       |
| 第9回  | 2006年3月20日 | ブルーコンコルド   | 牡6            | JRA            | 1:28.4         | 幸英明         | 服部利之       | （株）荻伏レーシング・クラブ               |
| 第10回 | 2007年3月21日 | リミットレスビッド | 牡8            | JRA            | 1:28.9         | 岩田康誠       | 加用正         | （有）社台レースホース                     |
| 第11回 | 2009年3月20日 | トーセンブライト   | 牡8            | JRA            | 1:27.4         | 安藤勝己       | 加藤征弘       | 島川隆哉                                   |
| 第12回 | 2010年3月22日 | スーニ             | 牡4            | JRA            | 1:27.7         | 川田将雅       | 吉田直弘       | 吉田和美                                   |
| 第13回 | 2011年3月14日 | 地震のため中止     | 地震のため中止 | 地震のため中止 | 地震のため中止 | 地震のため中止 | 地震のため中止 | 地震のため中止                             |
| 第14回 | 2012年3月20日 | セイクリムズン     | 牡6            | JRA            | 1:28.4         | 岩田康誠       | 服部利之       | 金田成基                                   |
| 第15回 | 2013年3月19日 | セイクリムズン     | 牡7            | JRA            | 1:27.3         | 岩田康誠       | 服部利之       | 金田成基                                   |
| 第16回 | 2014年3月18日 | セイクリムズン     | 牡8            | JRA            | 1:27.6         | 岩田康誠       | 服部利之       | 金田成基                                   |
| 第17回 | 2015年3月17日 | ダノンレジェンド   | 牡5            | JRA            | 1:27.3         | 丸田恭介       | 村山明         | （株）ダノックス                           |
| 第18回 | 2016年3月15日 | ダノンレジェンド   | 牡6            | JRA            | 1:27.0         | M.デムーロ     | 村山明         | （株）ダノックス                           |
| 第19回 | 2017年3月14日 | ブラゾンドゥリス   | 牡5            | JRA            | 1:28.2         | 内田博幸       | 尾形和幸       | （株）ノルマンディーサラブレッドレーシング |
| 第20回 | 2018年3月20日 | エイシンヴァラー   | 牡7            | 兵庫           | 1:27.2         | 下原理         | 新子雅司       | 平井克彦                                   |
| 第21回 | 2019年3月21日 | サクセスエナジー   | 牡5            | JRA            | 1:26.6         | 松山弘平       | 北出成人       | 高嶋哲                                     |
| 第22回 | 2020年3月10日 | ラプタス           | 騸4            | JRA            | 1:27.3         | 幸英明         | 松永昌博       | （株）ヒダカ・ブリーダーズ・ユニオン       |
| 第23回 | 2021年3月16日 | テイエムサウスダン | 牡4            | JRA            | 1:27.6         | 岩田康誠       | 飯田雄三       | 竹園正繼                                   |
| 第24回 | 2022年3月16日 | イグナイター       | 牡4            | 兵庫           | 1:30.3         | 田中学         | 新子雅司       | 野田善己                                   |
| 第25回 | 2023年3月14日 | シャマル           | 牡5            | JRA            | 1:28.3         | 川田将雅       | 松下武士       | 金山敏也                                   |
| 第26回 | 2024年3月26日 | シャマル           | 牡6            | JRA            | 1:27.6         | 川須栄彦       | 松下武士       | 金山敏也                                   |
| 第27回 | 2025年3月25日 | シャマル           | 牡7            | JRA            | 1:29.8         | 川須栄彦       | 松下武士       | 金山敏也                                   |